# Vincent Massey
Charles Vincent Massey (20 de fevereiro de 1887 – 30 de dezembro de 1967) foi o 18º Governador-geral do Canadá e o primeiro que nasceu no Canadá.

## Vida
Massey foi o primeiro governador geral do Canadá que nasceu no Canadá após a Confederação.
Massey nasceu em uma família influente de Toronto e foi educado em Ontário e na Inglaterra, obtendo um diploma em direito e fazendo amizade com o futuro primeiro-ministro William Lyon Mackenzie King enquanto estudava na Universidade de Oxford. Ele foi comissionado nas forças armadas em 1917 para o restante da Primeira Guerra Mundial e, após um breve período no Gabinete Canadense , iniciou sua carreira diplomática, servindo em enviados aos Estados Unidos e Reino Unido. Após seu retorno ao Canadá em 1946, Massey chefiou uma comissão real sobre as artes entre 1949 e 1951, que resultou no Relatório Massey e, posteriormente, no estabelecimento do National Library of Canada e Canada Council of the Arts, entre outras agências de doação. Em 1952, foi nomeado governador-geral pelo rei George VI por recomendação do primeiro-ministro Louis St. Laurent, para substituir o visconde Alexandre de Túnis como vice-rei, e ocupou o cargo até ser sucedido por Georges Vanier em 1959.
Em 16 de setembro de 1925, Massey foi empossado no Conselho Privado do Rei para o Canadá,  dando-lhe o estilo de The Honorable. No entanto, Massey foi mais tarde, como ex-governador geral do Canadá, com direito a ser estilizado por toda a vida com a forma superior de The Right Honorable. Ele posteriormente continuou seu trabalho filantrópico e fundou o Massey College na Universidade de Toronto e as Massey Lectures antes de morrer em 30 de dezembro de 1967.

## Lista de Obras
- The making of a nation. Boston; New York: Houghton Mifflin company. 1928. 44 páginas
- Good neighbourhood: and other addresses in the United States. Toronto: The Macmillan of Canada. 1930. 362 páginas
- Canada in the world. Toronto: J.M. Dent & Sons. 1935. 229 páginas
- The sword of Lionheart & other wartime speeches. Toronto: The Ryerson Press. 1942. 117 páginas
- On being Canadian. Toronto: J.M. Dent. 1948. 198 páginas
- Things that remain. Toronto: [s.n.] 1952. 16 páginas
- On books & reading. Toronto: Ryerson. 1954. 12 páginas
- The Canadian Club of Montreal 1905–1955. Montreal: Canadian Club of Montreal. 1955. 16 páginas
- Uncertain sounds. Sackville, N.B.: Mount Allison University. 1957. 38 páginas
- Speaking of Canada: addresses. London: Macmillan. 1959. 244 páginas
- Canadians and their Commonwealth. Oxford: Clarendon Press. 1961. 20 páginas
- What's past is prologue: the memoirs of the Right Honourable Vincent Massey, C.H. Toronto: Macmillan. 1963. 540 páginas
- Confederation on the march: views on major Canadian issues during the sixties. Toronto: Macmillan. 1965. 101 páginas